# Norwegian International 2014
Die Norwegian International 2014 im Badminton fanden vom 13. bis zum 16. November 2014 in Sandefjord statt.

## Sieger und Platzierte
| Disziplin    | Gold                        | Silber                                    | Bronze                                |
| ------------ | --------------------------- | ----------------------------------------- | ------------------------------------- |
| Herreneinzel | Raul Must                   | Søren Toft Hansen                         | Steffen Rasmussen                     |
| Herreneinzel | Raul Must                   | Søren Toft Hansen                         | Nick Fransman                         |
| Dameneinzel  | Mia Blichfeldt              | Akvilė Stapušaitytė                       | Yvonne Li                             |
| Dameneinzel  | Mia Blichfeldt              | Akvilė Stapušaitytė                       | Cendrine Hantz                        |
| Herrendoppel | Anton Kaisti Koen Ridder    | Miłosz Bochat Maciej Dabrowski            | David Peng Max Weißkirchen            |
| Herrendoppel | Anton Kaisti Koen Ridder    | Miłosz Bochat Maciej Dabrowski            | Kasper Lehikoinen Marko Pyykonen      |
| Damendoppel  | Tilde Iversen Emma Wengberg | Magdalena Witek Aneta Wojtkowska          | Katarina Galenić Staša Poznanović     |
| Damendoppel  | Tilde Iversen Emma Wengberg | Magdalena Witek Aneta Wojtkowska          | Julie Finne-Ipsen Josephine van Zaane |
| Mixed        | Anton Kaisti Cheryl Seinen  | Filip Michael Duwall Myhren Emma Wengberg | René Mattisson Tilde Iversen          |
| Mixed        | Anton Kaisti Cheryl Seinen  | Filip Michael Duwall Myhren Emma Wengberg | Roman Zirnwald Sonja Langthaler       |